# Spasskoje (rejon priwołżski)
Spasskoje (ros. Спасское) – wieś (sieło) w Rosji, w obwodzie samarskim, w rejonie priwołżskim. W 2010 liczyła 1378 mieszkańców.